# Калмашбашевська сільська рада
Калмашба́шевська сільська рада (рос. Калмашбашевский сельский совет) — муніципальне утворення у складі Чекмагушівського району Башкортостану, Росія. Адміністративний центр — село Калмашбашево.

## Населення
Населення — 1015 осіб (2019, 1143 у 2010, 1262 у 2002).

## Склад
До складу поселення входять такі населені пункти:
| Населений пункт    | Населення, осіб (2002) | Населення, осіб (2010) |
| ------------------ | ---------------------- | ---------------------- |
| Калмашбашево, село | 843                    | 774                    |
| Кашкарово, село    | 150                    | 133                    |
| Старобіккіно, село | 269                    | 236                    |